# Hooper (Nebraska)
Hooper és una població dels Estats Units a l'estat de Nebraska. Segons el cens del 2000 tenia 827 habitants.

## Demografia
Segons el cens del 2000, Hooper tenia 827 habitants, 350 habitatges, i 227 famílies. La densitat de població era de 498,9 habitants per km².
Dels 350 habitatges en un 27,4% hi vivien nens de menys de 18 anys, en un 52,9% hi vivien parelles casades, en un 8,3% dones solteres, i en un 34,9% no eren unitats familiars. En el 31,4% dels habitatges hi vivien persones soles el 19,7% de les quals corresponia a persones de 65 anys o més que vivien soles. El nombre mitjà de persones vivint en cada habitatge era de 2,22 i el nombre mitjà de persones que vivien en cada família era de 2,77.
Per edats la població es repartia de la següent manera: un 21,9% tenia menys de 18 anys, un 5,8% entre 18 i 24, un 24,8% entre 25 i 44, un 21,9% de 45 a 60 i un 25,6% 65 anys o més.
L'edat mediana era de 43 anys. Per cada 100 dones de 18 o més anys hi havia 75,5 homes.
La renda mediana per habitatge era de 35.515 $ i la renda mediana per família de 42.500 $. Els homes tenien una renda mediana de 31.850 $ mentre que les dones 19.943 $. La renda per capita de la població era de 16.825 $. Aproximadament el 3,9% de les famílies i el 7,1% de la població estaven per davall del llindar de pobresa.

## Poblacions més properes
El següent diagrama mostra les poblacions més properes.